# モーリス・イースト
モーリス・イースト（Morris East、1973年8月8日 - ）は、フィリピンの元プロボクサー。サンバレス州オロンガポ出身。元WBA世界ジュニアウェルター級王者。

## 来歴
1989年5月3日、15歳でプロデビュー（6回TKO勝ち）。
1992年2月29日、17戦目でOPBF東洋太平洋ジュニアウェルター級（現スーパーライト級）王座獲得。7月に初防衛成功後、王座返上。
1992年9月9日、19戦目で世界初挑戦。東京（日本武道館）でWBA世界ジュニアウェルター級王者平仲明信に挑む。序盤はベテラン王者の前に劣勢だったが、11回、カウンターの左ストレートで王者からダウンを奪い、そのままレフェリーストップによるTKO勝ち。王座獲得に成功した。この試合はリングマガジン ノックアウト・オブ・ザ・イヤーに選出された。
1993年1月12日、初防衛戦。敵地で元王者ファン・マルチン・コッジ（アルゼンチン）と対戦したが、8回TKO負けで世界王座から陥落した。
1995年2月13日、平仲戦以来2度目の日本での試合。後楽園ホールで日本ウェルター級王者佐藤仁徳とノンタイトル戦を行う。ダウンを奪うが、10回判定負け。
1995年3月25日、フィリピンウェルター級王座決定戦に勝利し、王座獲得。5月27日の初防衛戦で勝利したのを最後に引退した。

## 獲得タイトル
- 第25代OPBF東洋太平洋ジュニアウェルター級王座（防衛0度）
- WBA世界ジュニアウェルター級王座（防衛0度）